# Newburyport
Newburyport è una città degli Stati Uniti d'America facente parte della contea di Essex nello stato del Massachusetts.